# John Hastings, 2. Earl of Pembroke

Wappen der Earls of Pembroke, vierter Verleihung

John Hastings, 2. Earl of Pembroke, KG (* 29. August 1347 in Sutton Valence; † 16. April 1375 in der Picardie) war ein englischer Adliger und Kommandant. Er war der einzige Sohn von Lawrence Hastings, 1. Earl of Pembroke und von Agnes Mortimer.

## Heirat
John Hastings heiratete am 19. Mai 1359 Margaret Plantagenet, die Tochter von König Eduard III. in Reading. Aus dieser Ehe gingen keine Kinder hervor.
Nach ihrem Tod 1361 heiratete er, um einen Stammhalter zu bekommen, Anne Mauny, Tochter von Walter Mauny, 1. Baron Mauny, mit der er später zusammen einen Sohn hatte.

## Militärische Laufbahn
Hastings nahm 1367 während des Hundertjährigen Krieges an der kastilischen Kampagne seines ehemaligen Schwagers Edward of Woodstock, des Schwarzen Prinzen teil. 1369 wurde er in den Hosenbandorden aufgenommen. 1367 wurde Hastings bei einem Angriff in Poitou beinahe gefangen genommen, er wollte sich vorher nicht mit Sir John Chandos das Kommando teilen. Als Chandos aber von der Notlage Hastings hörte, befreite er ihn.
1370 nahm er unter Edward of Woodstock an der Plünderung von Limoges teil. Die Stadt Limoges versuchte, sich von der Herrschaft der Engländer zu befreien, weshalb Edward of Woodstock die Stadt im Rahmen einer Strafexpedition plündern ließ, 3000 Einwohner kamen dabei ums Leben.
1372 erhielt Hastings das Kommando über eine englische Flotte, die Truppennachschub nach Frankreich bringen sollte und wurde von einer französisch-kastilischen Flotte unter Admiral Ambrosio Boccanegra in der Seeschlacht von La Rochelle vor der Hafeneinfahrt von La Rochelle abgefangen und vernichtend geschlagen. John Hastings geriet in Gefangenschaft, wurde nach Santander in Spanien gebracht und starb letztlich in Gefangenschaft in der Picardie in Frankreich.

## Nachfolge
Ihm folgte sein Sohn John (* 11. November 1372; † 30. oder 31. Dezember 1389 in Woodstock, Oxfordshire), der ein paar Monate nach der Gefangennahme seines Vaters zur Welt kam.

## Weblink
- John de Hastings, 2nd Earl of Pembroke auf thepeerage.com, abgerufen am 6. Oktober 2015.